# 기독교윤리실천운동
기독교윤리실천운동(약칭 기윤실)은 1987년 설립된 개신교 시민운동단체이다. 복음에 합당한 윤리적 삶, 정직한 그리스도인, 신뢰받는 교회, 정의롭고 평화로운 사회를 만드는 것을 사명으로 한다.
설립자로는 손봉호, 이만열, 김인수, 장기려, 원호택, 이장규, 강영안 등이 있다.
진보적 복음주의 계열로 사회 정의와 개인의 도덕성을 중시한다.
2021년 공동대표는 정병오, 정현구, 조성돈, 조주희이다.

## 주요 활동
- 자발적불편운동 - 캠페인
- 교회신뢰운동 - 한국교회의 사회적신뢰도 여론조사[2], 이슈토론회, 대화모임, 교회재정건강성운동, 교회세습반대운동
- 좋은사회운동 - 공명선거운동, 윤리적투자운동, 사회적약자와 함께하는 운동
- 청년운동 - 기독청년프로젝트, 웨이브레터
- 청년센터WAY